# ستيفان هوبر (أستاذ جامعي)
ستيفان هوبر (بالألمانية: Stephan Huber)‏ هو نحات ألماني، ولد في 1952 في ليندنبرغ إم آلغوي في ألمانيا.

## وصلات خارجية
- الموقع الرسمي